# Regering-Barthou
De regering-Barthou was van 22 maart 1913 tot 9 december 1913 de regering van Frankrijk. De premier was Louis Barthou.

## Regering-Barthou (22 maart-9 december1913)
- Louis Barthou - President van de Raad (premier), minister van Onderwijs en Schone Kunsten
- Stéphen Pichon - Minister van Buitenlandse Zaken
- Eugène Étienne - Minister van Defensie
- Louis Lucien Klotz - Minister van Binnenlandse Zaken
- Charles Dumont - Minister van Financiën
- Henry Chéron - Minister van Arbeid en Sociale Zekerheid
- Antony Ratier - Minister van Justitie en Grootzegelbewaarder
- Pierre Baudin - Minister van Marine
- Étienne Clémentel - Minister van Landbouw
- Jean Morel - Minister van Koloniën
- Joseph Thierry - Minister van Openbare Werken
- Alfred Massé - Minister van Handel, Industrie, Posterijen en Telegrafie